# 79.ª Brigada Mixta (Ejército Popular de la República)
La 79.ª Brigada Mixta fue una unidad del Ejército Popular de la República creada durante la Guerra Civil Española. A lo largo de la contienda llegó a operar en los frentes de Andalucía y Levante.

## Historial
La unidad fue creada en febrero de 1937 a partir de la militarización de las fuerzas milicianas que guarnecían el sector Granada-Jaén, quedando formada por los antiguos batallones «Tomás López», «Periáñez» y «Juan Arcos». Con posterioridad fue asignada a la 21.ª División, quedando bajo el mando del comandante de infantería José Moreno Gómez. Durante los siguientes meses permaneció en el frente andaluz, sin intervenir en operaciones militares de relevancia.
En marzo de 1938 fue enviada como refuerzo al frente de Aragón, hacia la zona de Caspe-Chipriana. Partió hacia Aragón agregada a la llamada División «Andalucía». A su llegada a la zona, sin embargo, el frente republicano había cedido y la brigada quedó estacionada en el sector de Albocácer. El 4 de abril la 79.ª BM tuvo que retirarse de Morella, debido a que la CXXIX Brigada Internacional se había retirado de sus posiciones por ser reemplazados con el 50% de armamento y ello amenazaba el flanco derecho de la 79.ª Brigada. La CXXIX volvería a sus posiciones y mantuvo hasta el último momento sus posiciones. A finales de abril sería asignada a la 22.ª División del XXI Cuerpo de Ejército, situada en el área de Castellón. El 12 de junio la unidad estuvo cerca de ser cercada por las fuerzas franquistas en la sierra de Borriol, lo que evitó por poco, si bien al día siguiente la 79.ª BM salió muy quebrantada tras un ataque enemigo en el sector costero. Tras ser sometida a una reorganizción, la unidad fue adscrita a la División «C» de la Agrupación Marquina, con la cual permanecería situada en la línea XYZ.
En agosto, la 79 BM pasó a formar parte de la 70.ª División del XXII Cuerpo de Ejército, que entonces formaba la reserva del Ejército de Levante.
El 18 de septiembre participó en una pequeña ofensiva que pretendía cortar la carretera de Terual a Sagunto, en el sector controlado pos los franquistas. Al día siguiente logró la ocupación de la Fuente del Cañuelo y el día 20 logró conquistar el Vértice Creventada; sin embargo, una contraofensiva de las fuerzas del general Juan Bautista Sánchez logró desbaratar el plan republicano, por lo que la 79.ª BM debió regresar a su punto de partida. En el mes de noviembre participó en otra pequeña ofensiva. En un rápido ataque la brigada logró ocupar Nules, siguiendo el eje de ataque la línea ferroviaria Tarragona-Valencia. El éxito republicana duró poco, puesto que la llegada de la 12.ª División franquista echó al traste los avances republicanos. La 79.ª BM no volvería a tomar parte en operaciones militares de relevancia durante el resto de la contienda.

## Mandos
Comandantes
- Comandante de infantería José Moreno Gómez;[6]

Comisarios
- Rafael Bonilla Pérez;[7]
- Mariano Illera Aliares;

Jefes de Estado Mayor
- teniente de infantería Hipólito Martínez Aparicio;[6]
- capitán de milicias Diego Guardia Arjona;
- capitán de milicias Francisco Fernández Jiménez;